# Kazimierz Firganek
Kazimierz Józef Firganek (ur. 13 września 1879 w Jarosławiu, zm. 14/15 sierpnia 1941 w Czarnym Lesie) – polski nauczyciel.

## Życiorys
Urodził się 13 września 1879 w Jarosławiu. Był synem Karola (1840-1913, powstaniec styczniowy, potem pracownik kolei w Galicji) i Antoniny z domu Reder (zm. 1935). Miał braci Bolesława (ur. 1877) i Tadeusza (ur. 1884, zmarł podczas studiów) oraz siostrę Jadwigę (1882-1978). Wraz z rodziną zamieszkiwał w Zagórzu w Krakowie. 
W 1899 ukończył naukę w C. K. Gimnazjum św. Anny w Krakowie. Od 1899 do 1904 studiował na Wydziale Filozoficznym Uniwersytetu Jagiellońskiego na kierunkach fizyki i matematyki.
Po studiach podróżował do Włoch. Uprawiał taternictwo. 22 lipca 1907 dokonał pierwszego przejścia Grani Hrubego drogą od Teriańskiej Przełęczy Wyżniej do Teriańskiej Przełęczy Niżniej (wraz z nim: Ignacy Król, Władysława Panek-Jankowska, Józef Jankowski). W tym samym roku przeszedł drogą Häberleina południową ścianą Żabiego Konia (wraz ze Stanisławem Konarskim i Ignacym Królem). Należał do Oddziału Towarzystwa Tatrzańskiego „Beskid”.
Z wykształcenia był nauczycielem matematyki i fizyki. W roku szkolnym 1903/1904 w charakterze praktykanta uczył matematyki w C. K. III Gimnazjum w Krakowie. Następnie jako kandydat zawodu nauczycielskiego 8 lipca 1904 został mianowany zastępcą nauczyciela w C. K. Gimnazjum w Nowym Sączu i 1 września tego roku złożył przysięgę. Tego dnia rozpoczął pracę w szkolnictwie. W szkole uczył języka łacińskiego, języka polskiego, historii, geografii, matematyki, fizyki, stenografii. Egzamin nauczycielski złożył 1 listopada 1906 i od tego dnia liczyła się jego służba. 30 lipca 1907 został mianowany nauczycielem rzeczywistym w C. K. II Gimnazjum w Stanisławowie, gdzie pracował w tym charakterze od 1 września 1907. Tam uczył matematyki i fizyki, stenografii. 9 września 1908 został przeniesiony do C. K. I Gimnazjum w Stanisławowie. Tam uczył matematyki i fizyki (był zawiadowcą gabinetu fizykalnego), psychologii, był kierownikiem stacji meteorologicznej oraz kasy oszczędności. 10 stycznia 1911 został zatwierdzony w zawodzie nauczycielskim i otrzymał tytuł c. k. profesora. Profesorem w I Gimnazjum w Stanisławowie pozostawał w dalszych latach, w tym podczas I wojny światowej. Równolegle, w II dekadzie XX wieku uczył matematyki i fizyki w Prywatnym Gimnazjum Żeńskim z prawem publiczności w Stanisławowie i był tam członkiem komisji skrutacyjnej kasy oszczędności. Przed 1918 został odznaczony austro-węgierskim Krzyżem Jubileuszowym dla Cywilnych Funkcjonariuszów Państwowych.
Po odzyskaniu przez Polskę niepodległości nadal był profesorem zakładu w Stanisławowie, przemianowanego na I Państwowe Gimnazjum im. Mieczysława Romanowskiego, ucząc tam wciąż matematyki i fizyki. Przed 1924 został przeniesiony do III Państwowego Gimnazjum im. Stanisława Staszica w Stanisławowie. Tam też uczył matematyki i fizyki. Ponadto, pozostając etatowym profesorem III Gimnazjum, równolegle w Stanisławowie był dyrektorem Szkoły Handlowej Żeńskiej i nauczycielem w Prywatnym Gimnazjum Żeńskim Zgromadzenia Sióstr Urszulanek. Rozporządzeniem z 24 sierpnia 1925 został przeniesiony na stanowisko dyrektora II Państwowego Gimnazjum im. Augusta Witkowskiego w Jarosławiu (wraz z rokiem szkolnym 1925/1926 ukształtowanego w pełne ośmioklasowe gimnazjum o profilu matematyczno-przyrodniczym), które sprawował od 24 października 1925. Uczył tam matematyki i fizyki. Od roku szkolnego 1927/1928 wprowadził w tej szkole tzw. „poranki”, organizowane w każdą sobotę lekcyjną i polegające na wysłuchaniu przez uczniów referatu bądź wykładu, przygotowanego przez jednego z nauczycieli. Z jego inicjatywy w 1927 z całości zbiorów książek utworzono biblioteki klasowe. Reskryptem ministra Wyznań Religijnych i Oświecenia Publicznego Kazimierza Świtalskiego z 28 marca 1929 został przeniesiony w stan nieczynny z dniem 30 czerwca 1939. W związku z tym 28 czerwca 1929 w jarosławskim II Gimnazjum nastąpiło pożegnanie dyrektora Firganka, a on sam przyznał wtedy, że odchodzi z uczuciem krzywdy, jaką niezasłużenie wyrządzili mu prowokatorzy, denuncjanci oraz mając pełnię sił do pracy dla młodzieży. Reskryptem kolejnego ministra WRiOP Sławomira Czerwińskiego z 8 grudnia 1929 został przeniesiony w stan spoczynku z dniem 31 grudnia 1929. Profesor Firganek miał wówczas 50 lat i wysłużył 25 lat pracy (wtedy na emeryturę przechodzili nauczyciele w wieku 60 lat po wysłużeniu 35 lat). Według relacji rodziny usunięcie ze służby nastąpiło wskutek konfliktu z władzą sanacyjną. W prasie z 1929 wskazywano na przypisywanie profesorowi poglądów endeckich jako przyczynę jego odwołania. 
W trakcie swojej pracy w połowie lat 20. figurował jako członek okręgu lwowskiego Towarzystwa Nauczycieli Szkół Średnich i Wyższych. Później w Jarosławiu udzielał się w działalności oświatowej i społecznej. Był członkiem Powiatowej Rady Szkolnej oraz był prezesem zarządu Towarzystwa Bursy im. Mikołaja Kopernika. 28 kwietnia 1928 został wybrany zastępcą przewodniczącej zarządu koła Towarzystwa Szkoły Ludowej w Jarosławiu oraz pełnił tę funkcję nadal w 1929 i w 1930, na początku 1932 był prezesem TSL, potem wybierany skarbnikiem 8 kwietnia 1932, ponownie 29 kwietnia 1933. Był przewodniczącym koła Towarzystwa Nauczycieli Szkół Średnich i Wyższych. Jako delegat koła TNSW 20 października 1927 wszedł do zarządu „Koleżeńskiej Pomocy” przy TNSW. 4 grudnia 1927 został wybrany do zarządu Polskiej Drukarni Spółdzielczej w Jarosławiu, 14 kwietnia 1929 został wybrany do komisji kontrolującej tejże, a 30 marca 1930 został ponownie członkiem zarządu. W połowie 1929 był członkiem komitetu miejscowego Ligi Obrony Powietrznej i Przeciwgazowej. W wyborach parlamentarnych w 1930 kandydował do Sejmu RP III kadencji z Listy Narodowej Nr 4 (Stronnictwa Narodowego) w okręgu wyborczym nr 47. W 1931 był prezesem powiatowego Związku Młodzieży Wiejskiej, a od 1931 do 1932 przewodniczącym zarządu okręgowego.
Kazimierz Firganek od 1924 był żonaty z Zofią z domu Kopyta, która wcześniej była jego uczennicą w Prywatnym Gimnazjum Żeńskim w Stanisławowie. Mieli córki: Janinę (ur. 1927, od 1951 zamężna z dendrologiem Bolesławem Suszką) i Zofię (ur. 1929). Od 1933 wraz z rodziną zamieszkiwał ponownie w Stanisławowie. Po wybuchu II wojny światowej i agresji ZSRR na Polskę z 17 września 1939 i nastaniu okupacji sowieckiej był nauczycielem fizyki i matematyki w szkole z językiem polskim wykładowym. Jego dom, poza jednym pokojem, został zajęty przez sowieckich wojskowych. Po ataku Niemiec na ZSRR z 22 czerwca 1941 i nastaniu okupacji niemieckiej będąc emerytowanym profesorem gimnazjalnym w Stanisławowie został aresztowany i zamordowany w dokonanej przez Niemców egzekucji w Czarnym Lesie pod Pawełczem w nocy 14/15 sierpnia 1941.